# Stenodynerus spinifer
Stenodynerus spinifer är en stekelart som först beskrevs av Henri Saussure 1858.  Stenodynerus spinifer ingår i släktet smalgetingar, och familjen Eumenidae. Inga underarter finns listade i Catalogue of Life.